# Йерихонска роза (израз)
Йерихонска роза, или „роза на Шарън“ („роза на Шарон“, „роза на Йерихон“) е популярно наименование, което се прилага за няколко различни вида цъфтящи растения, които са ценени в различни части на света. Това също е библейски израз, въпреки че идентичността на споменатото растение е неясна и се оспорва сред библейските учени. Символиката, която носи е за безсмъртие и устойчивост, като се прави препратка към древния град Йерихон и неговото многократно разрушаване и възраждане.
Разговорната употреба на името „Йерихонска роза“ се използва като пример за липсата на точност на общи имена, което потенциално може да причини объркване.

## Значения
„Йерихонска роза“ се ползва в две значения:
1. Общо название на цъфтящи растения, известни със своята устойчивост на климатични условия;
2. Преносно значение – често използвана фраза в поезията и лириката, която символизира устойчиви черти, прераждането, вечността и др.

## Библейски произход на термина
Името „Йерихонска роза“ за първи път се появява на иврит в Танах. В Shir Hashirim („Песен на песните“ или „Песен на Соломон“) 2:1, ораторът (любимият) казва „Аз съм розата на Йерихон, роза на долината“. Еврейската фраза חבצלת השרון (ḥăḇatzeleṯ hasharon) е преведена от редакторите на Библия на крал Джеймс като „Йерихонска роза“, докато предишни преводи го превеждат просто като „цветното поле“ (Septuagint „ἐγὼ ἄνθος τοῦ πεδίου“, Vulgate „ego flos campi“, Wiclif „цветно поле“), Обратно, еврейската дума ḥăḇatzeleṯ се среща два пъти в писанията: в Песента и в Исая 35:1, която гласи: „пустинята ще цъфти като розата“. Думата преведена като „роза“ във версията на крал Джеймс I е представена по различен начин – като „лилия“ (Septuagint „κρίνον“, Vulgate „lilium“, Wiclif „лилия“), „jonquil“ (Йерусалимска Библия) и „лале“ (RSV).
Различни учени предполагат, че библейската „Йерихонска роза“ може да бъде едно от следните растения:
- Минзухар (Crocus): „вид минзухар, растящ като лилия сред ucmrkrje“ („Йерихон“, Библейски речник на Харпър) или минзухар, който расте в крайбрежната равнина на Йерихон (New Oxford Annotated Bible);
- Лале: „яркочервено цвете, подобно на лале ... днес плодотворно в хълмовете на Йерихон“ („роза“, Библейски речник на Харпър);
  - Tulipa agenensis, Йерихонско лале – вид лале, предположено от няколко ботаници или
  - Tulipa montana[9]
- Лилия: Lilium candidum – вид лилия, предложен от някои ботаници, макар и вероятен във връзка с момина сълза, спомената във втората част на Песен на Соломон 2:1.
- Нарцис: („роза“, Циклопедия на библейската, богословската и църковната литература)[10]

Според анотация на Песен на Соломон 2:1 от комитета за превод на новата преработена стандартна версия, „Йерихонска роза“ е неправилно преведена на по-общата ивритска дума за минзухар.
Етимолозите свързват ориентировъчно библейския иврит с думите בצל beṣel, което означава „крушка“ и חמץ ḥāmaṣ, което се разбира като означаващо „остър“ или „великолепен“ (Лексиконът за аналитичен еврейски и халдейски).
Възможна интерпретация за библейската справка е Pancratium maritimum, който цъфти в края на лятото, малко над нивото на прилива. Модерното еврейско име за това цвете е חבצלת или חבצלת החוף (ḥăḇaṣṣeleṯ, или habasselet ha-khof, крайбрежна лилия). Някои отъждествяват плажната лилия с „Йерихонска роза“, спомената в „Песен на песните“, но не всички учени приемат това.
Някои учени преведоха ḥăḇaṣṣeleṯ като „напъпила крушка“, като взеха предвид генеалогичните изследвания на многоезичните версии и лексикони.

## Видове, известни като Йерихонска роза
Въпреки името, само един от видовете реално е член на семейство Розови (Rosaceae).

### Дървовидна ружа
Дървовидната ружа (Hibiscus syriacus) е популярна в Северна Америка под името „Йерихонска роза“ (Rose of Sharon).
В Корея цветето носи името mugunghwa (хангъл: 목 근화 / 무궁화; ханча: 木槿花 / 無窮 花), като в превод mugung означава „вечност“ или „неизчерпаемо изобилие“. Причината е, че цъфти обилно в най-тежкия за това климатичен период в Корея – летните прашни бури от Китай, тайфуни от Япония и мусонни дъждове, траещи два месеца подред, ден и нощ.
В Южна Корея, дървовидната ружа е национално цвете. Наред с издръжливостта си, за южнокорейците дървовидната ружа отразява безсмъртната природа на Корея, вдъхновението, решимостта и упоритостта на корейския народ.

### Hibiscus sinosyriacus
Hibiscus sinosyriacus 'Ruby Glow'  е вид, известен като „китайска Йерихонска роза Рубинено сияние“ (Chinese rose of Sharon 'Ruby Glow' ).

### Китайска роза
Китайска роза Hibiscus rosa-sinensis (var. 'Vulcan') – вид известен като „Йерихонска роза“, без да има библейска връзка.

### Чашковидна звъника
Hypericum calycinum (rose of Sharon) и Hypericum calycinum 'Brigadoon'  (rose of Sharon 'Brigadoon' ) – вечнозелени цъфтящи храсти, родом в Югоизточна Европа и Югозападна Азия, известни като „Йерихонска роза“ във Великобритания и Северна Америка, без да има библейска връзка.

### Йерихонска роза
Йерихонската роза (Selaginella lepidophylla) е вид пустинно растение от семейство спикемоси (Selaginellaceae). Известно е под имената „роза на Йерихон“, „фалшива роза на Йерихон“. Растението е развило физиологичната стратегия за изсушаване и навиване навътре при липса на вода, образувайки топка, като така може да оцелее до няколко години и да загуби до 95% от съдържанието си на влага, без да претърпи щети.
Способността на растението да преживява екстремното изсушаване е отбелязано от испанските мисионери, когато стигнат до Новия свят, включително и в района на днешен САЩ. Мисионерите използват растението, за да демонстрират пред местните хора концепцията за прераждане.

### Geum reptans
Растение от семейството на розите.

### Anastatica
Anastatica, известно и като „Йерихонска роза“(, е монотипичен род с единствен вид Anastatica hierochuntica,

### Динозавърско растение
Динозавърско растение (Pallenis hierochuntica), известно и като „Йерихонска роза“ е вид възкръсващо растение, разпространено в пустинните райони на Африка и Азия.

### Домашна ябълка
Домашната ябълка (Malus domestica) е вид цъфтящо дърво известно като „Йерихонска роза“, без названието да има библейски произход.

### Божур
Един от видовете божур – Paeonia lactiflora е известен като „бяла Йерихонска роза“, без названието да има библейски произход.

### Ирис
Някои сортове ирис, напр. Iris 'Rose of Sharon' също се назовават „Йерихонска роза“.